# Сан Квирико (Бергамо)
Сан Квирико је насеље у Италији у округу Бергамо, региону Ломбардија.
Према процени из 2011. у насељу је живело 22 становника. Насеље се налази на надморској висини од 220 м.